# Chrono Crusade
Chrono Crusade, v Japonsku známé jako Chrno Crusade (japonsky クロノ クルセイド, Kurono Kuruseido), je japonská manga, kterou psal a kreslil Daisuke Morijama. Byla vydávána nakladatelstvím Kadokawa Šoten od listopadu 1998 do června 2004 v časopisu Gekkan Dragon Age. Na její motivy vznikl 24dílný televizní anime seriál, o jehož produkci se postaralo studio Gonzo a premiérově jej vysílala televizní stanice Fuji TV mezi lety 2003 a 2004.
Manga Chrono Crusade je zasazena v New Yorku během 20. let 20. století a sleduje příběh Rosette Christopher a jejího partnera Chrona. Rosette je řádovou sestrou a společně s Chronem cestují po zemi, aby zlikvidovali nebezpečné démony. Při tom pátrá po svém ztraceném mladším bratru Joshuovi.

## Postavy
- Rosette Christopher (japonsky ロゼット・クリストファ, Rosetto Kurisutofa)

Dabing: Tomoko Kawakami
Impulsivní řádová sestra. Provádí spolu s Chronem likvidace nebezpečných démonů. Pátrá po svém mladším bratru Joshuovi, který byl před 4 lety unesen démonem Aionem.
- Chrono (japonsky クロノ, Kurono)

Dabing: Akira Išida
Titulní postava příběhu. Silný démon, který uzavřel smlouvu s Rosettou aby zachránil jejího bratra Joshuu. Od té doby, když se změní do své pravé podoby, bere si Rosettin život.
- Azmaria Hendrich (japonsky アズマリア・ヘンドリック, Azumaria Hendorikku)

Dabing: Saeko Čiba
Je jedním z apoštolů a talentovanou zpěvačkou. Přidá se k Chronovi a Rosettě.
- Satella Harvenheit (japonsky サテラ・ハーベンハイト, Satera Hábenhaito)

Dabing: Mičiko Neja
Německá lovkyně démonů, která začne spolupracovat s Chronem Rosettou a Azmariou, i když zprvu jsou její vztahy s Rosettou napjaté. Chce pomstít smrt své starší sestry, kterou zabil Aion.
- Aion (japonsky アイオーン, Aión)

Dabing: Kazuhiko Inoue
Je Chronovým dvojčetem a hlavní zápornou postavou příběhu. Chce vytvořit spolu s jinými démony nový svět. Připravil Chrona o jeho rohy a tím i o zdroj energie. Chrono se poté musel změnit do formy mladého chlapce.